# Saint-Clément, Ardèche

Saint-Clément este o comună în departamentul Ardèche din sud-estul Franței. În 1 ianuarie 2022 avea o populație de 93 de locuitori.